# Fritham
Fritham est un petit village du Hampshire, en Angleterre. Il se situe au nord de la New Forest, près de la frontière avec le Wiltshire. Le village dépend de la paroisse civile de Bramshaw.

## Toponymie
Le nom Fritham est peut-être dérivé du vieil anglais « hamm » qui signifie parcelle cultivée, en broussailles, sur le bord d'une forêt, « fyrhth ».

## Histoire

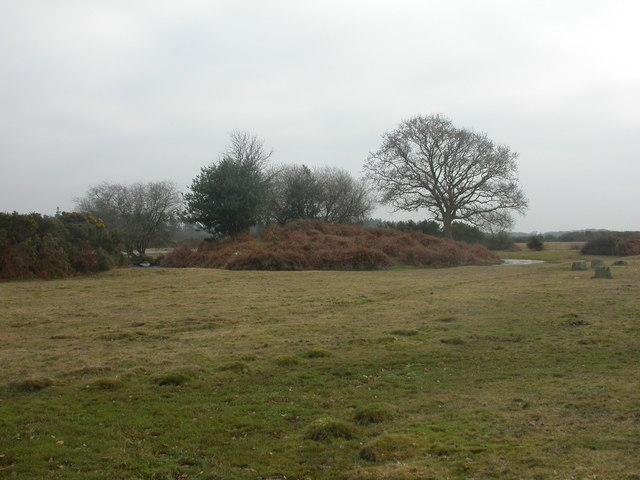
The Butt,Bowl Barrow de l'Âge du bronze.

La plus ancienne caractéristique de Fritham est un Bowl Barrow de l'âge du bronze, connu sous le nom de « The Butt », situé à l’est du village mais qui a été partiellement endommagé par une structure en briques à son sommet.
Fritham n'est pas mentionné dans le Domesday Book de 1086.
À un moment, on a pensé que la localité citée dans le Domesday comme Truham (ou Trucham) pourrait avoir été Fritham mais cela est maintenant considéré comme improbable car Truham était situé à l'intérieur du Cent de Boldre.
La première mention de Fritham apparaît au début du XIIIe siècle lorsque Geoffrey de Baddesley détenait des terres dans Baddesley et Fritham.
Fritham resta attaché au manoir de South Baddesley, dans la paroisse de Boldre au moins jusqu'en 1429.
Le Royal Oak - une chaumière avec des ajouts en briques rouges - est l'un des plus anciens pubs de la New Forest, datant du XVIIe siècle.
Fritham Lodge, datant de 1671, est peut-être l'un des pavillons de chasse de  Charles II.
Une école et une chapelle se sont ouvertes à Fritham en 1861.

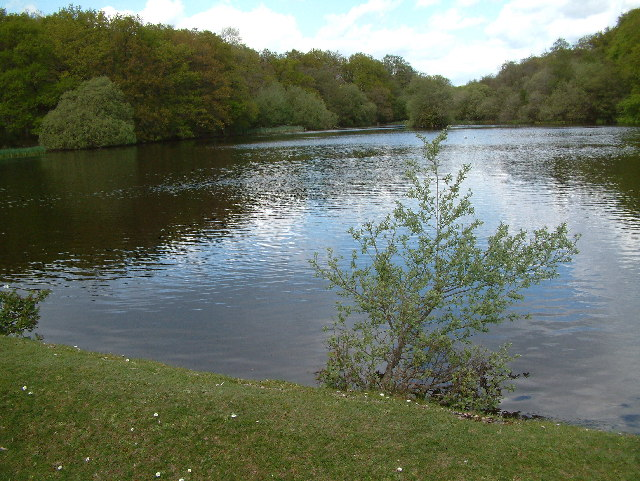
Eyeworth Pond.

À partir des années 1860 jusqu'aux années 1920, Fritham abritait l'usine Schultze de fabrication de poudre à canon. L’usine était spécialisée dans la poudre sans fumée pour pistolets de sport. Créée en 1865, elle était à une époque la plus grande usine pour ce type de fabrication, employant une centaine de personnes dans soixante constructions séparées les unes des autres. L'établissement a fourni les trois quarts de la consommation mondiale de poudre à des fins sportives et a souvent envoyé des lots de 100 tonnes aux Amériques en chargeant des camionnettes et des wagons spéciaux pour les docks de Southampton. Il reste peu de choses de l’usine à l’exception des maisons du surintendant et du gardien. Eyeworth Pond (en), près de Fritham, a été spécialement créée par l'usine comme réservoir pour retenir l'eau nécessaire au cours du processus de fabrication.
Quatre jeunes hommes de Fritham ont coulé avec le   Titanic  en 1912: Lewis Hickman (32 ans), Leonard Mark Hickman (24 ans), Stanley George Hickman (21 ans) et Ambrose Hood (21 ans). Une pierre tombale à la mémoire des frères Hickman se trouve dans le Cimetière Riverside, dans la ville de Neepawa au Manitoba, Canada.
Le démineur HMS Fritham, lancé en 1953, porte le nom du village.